# João Gomes Moreira
João Gomes Moreira foi um político brasileiro do estado de Minas Gerais. Foi deputado estadual em Minas Gerais durante o período de 1959 a 1967 na 4ª e na 5ª legislatura, pelo PSP.

João Moreira voltou à Assembleia Legislativa de Minas Gerais em 1971, atuando por três mandatos consecutivos, durante o período de 1971 a 1983 (da 7ª à 9ª legislatura), pelo MDB.

João Gomes Moreira foi casado com Laurita Melo Moreira com quem teve os filhos, Julio Gomes Moreira, Maria Helena Moreira da Silva, Joel Gomes Moreira, Jacques Gomes Moreira, Irene Selmi Moreira Tristão, Jairo Gomes Moreira, Vera Moreira de Melo e João Gomes Moreira Filho.
Ele foi um dos primeiros políticos evangélicos do Brasil, membro da Assembleia de Deus em Belo Horizonte e residente à Rua Leopoldo Gomes, 576, no bairro Pompeia. Foi uma das primeiras residências a ter uma linha telefônica em Belo Horizonte cujo número era 24.02.09